# Borengita
Les borengites són roques plutòniques ultrapotàssiques molt rares. Presenten les concentracions de K₂O més elevades (superiors al 14% en pes) que s'han registrat entre les roques alcalines. El terme borengita prové de la localitat tipus (Båräng).

## Descripció
Solen formar vetes. Presenten coloracions entre vermelles i marrons; taronges i entre marró i taronja amb una textura afanítica. Els minerals típics que solen presentar són feldespat potàssic (ortoclasa), fluorita i sericita, a més a més d'apatita i pirita com a accessòris. Poden presentar seritització d'alt grau i metasomatisme com a alteracions típiques.
La textura és afanítica de gra fi, amb l'ortosa disseminada en una matriu traquítica.